# غراهام مارتن (دبلوماسي)
غراهام مارتن (بالإنجليزية: Graham Martin)‏ هو دبلوماسي أمريكي، ولد في 1912 في مارس هيل في الولايات المتحدة، وتوفي في 1990 في وينستون-سالم في الولايات المتحدة.